# Felipe Argentó
Felipe Argentó (Cataluña, 1808 - Paysandú, 1870) militar español que actuó en las guerras civiles del Uruguay durante el siglo XIX.
Saladerista y soldado del partido Blanco, en la Guerra Grande fue encargado de la defensa de Paysandú, atacada por las fuerzas de Venancio Flores con apoyo de barcos franceses, cumpliendo su tarea con firmeza y heroísmo. Tomada la plaza (26 de diciembre de 1847) y sometida ésta a toda clases de excesos, Argentó fue hecho prisionero, pero se evadió y permaneció en Paysandú luego de finalizado el conflicto y aún tomó parte en el segundo sitio de la ciudad en 1864 y 1865, donde murió uno de sus hijos.